# 戈坦-利巴朗克斯
戈坦-利巴朗克斯（法語：Gotein-Libarrenx，法語發音：[ɡɔtɛ̃ libaʁɛ̃ks]）是法国大西洋比利牛斯省的一个市镇，属于奥洛龙-圣玛丽区。该市镇于1841年由原市镇戈坦（Gotein）和利巴朗克斯（Libarrenx）合并而成。

## 地理
戈坦-利巴朗克斯（43°11'27"N, 0°54'6"W）面积11.75 平方千米，位于法国新阿基坦大区大西洋比利牛斯省，该省份为法国东南部省份，涵盖了贝阿恩与北巴斯克，西临大西洋比斯開灣，北至朗德省，东北接热尔省，东临上比利牛斯省，南与西班牙接壤。
与戈坦-利巴朗克斯接壤的市镇（或旧市镇、城区）包括：加兰丹、伊多芒迪、莫莱翁-利沙尔、芒迪特、奥迪亚尔普、罗基亚格。
戈坦-利巴朗克斯的时区为UTC+01:00、UTC+02:00（夏令时）。

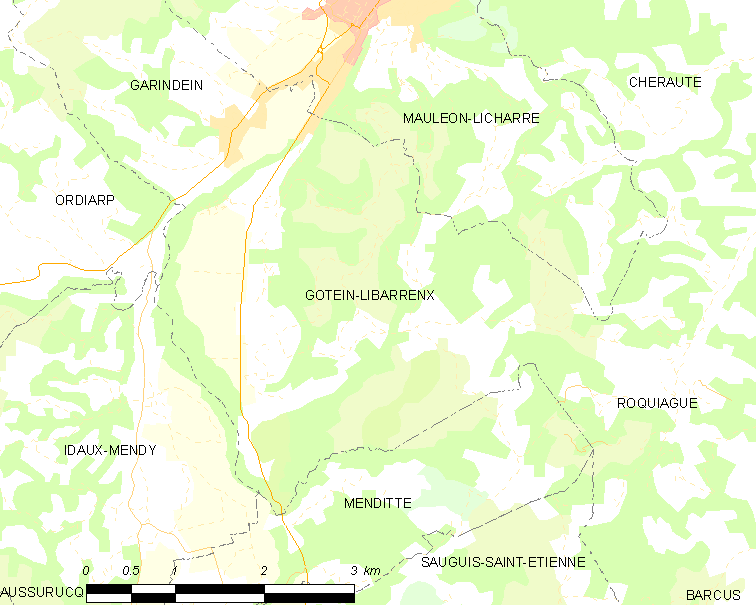
戈坦-利巴朗克斯的OSM定位图

## 行政
戈坦-利巴朗克斯的邮政编码为64130，INSEE市镇编码为64247。

## 政治
戈坦-利巴朗克斯所属的省级选区为巴斯克山地县。

## 人口

1962-2008年间戈坦-利巴朗克斯人口变化图示

戈坦-利巴朗克斯于2022年1月1日时的人口数量为473人。